# Colaptes chrysoides
Colaptes chrysoides là một loài chim trong họ Picidae.

## Hình ảnh

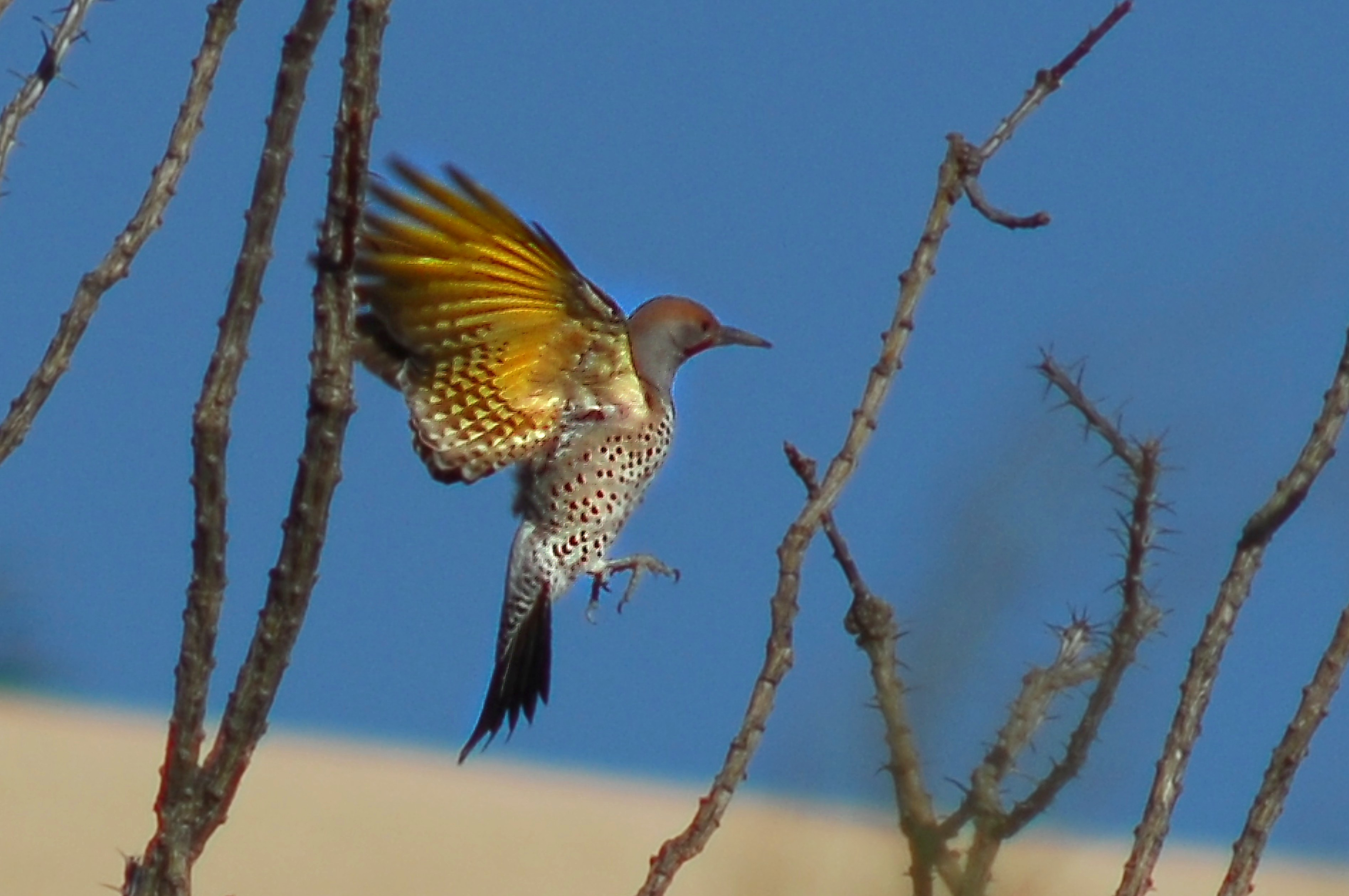
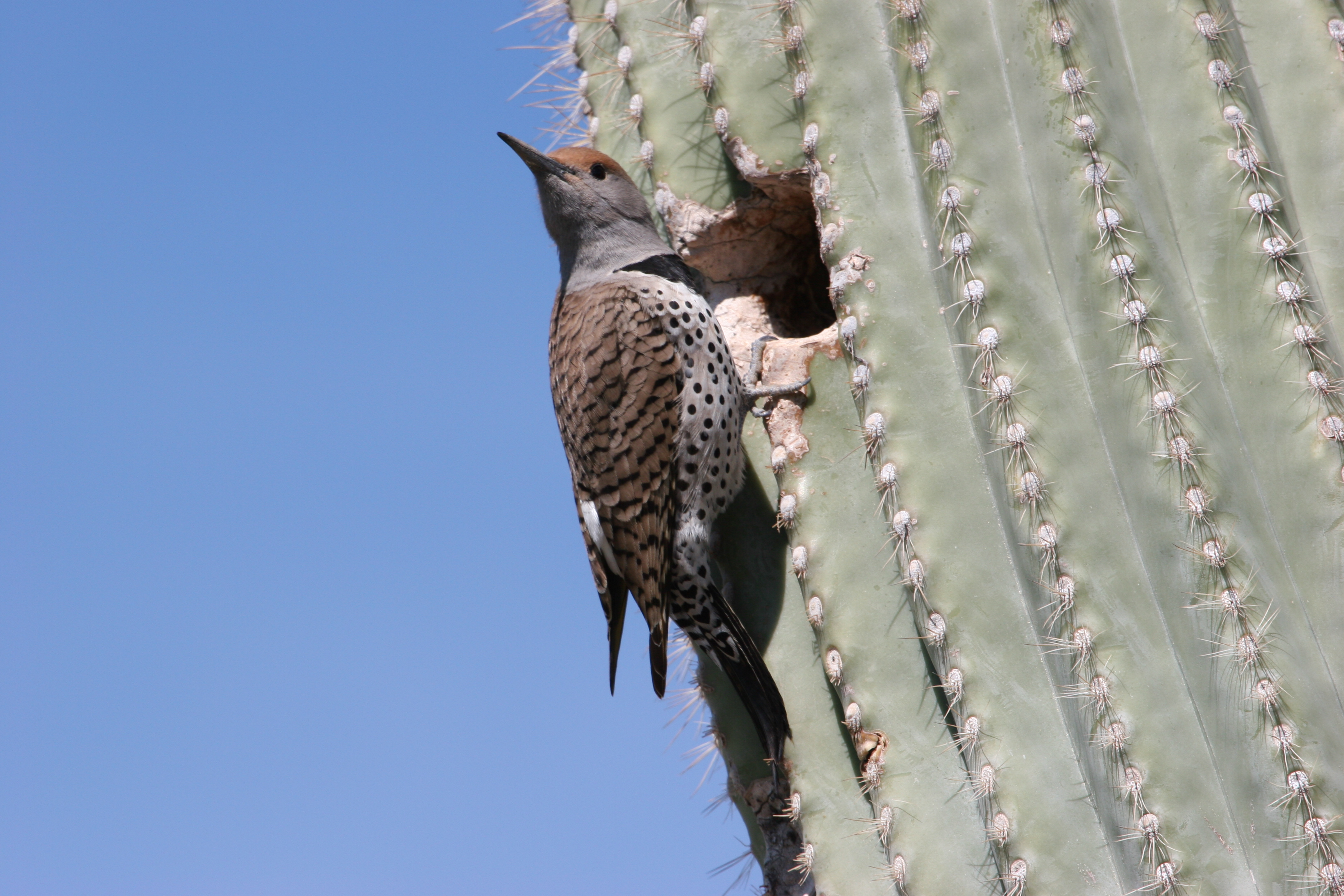